# Saison 2020-2021 de l'Union Bordeaux Bègles
Cette page présente la saison 2020-2021 de l'Union Bordeaux Bègles en Top 14 et en coupe d'Europe.

## Entraîneurs
- Christophe Urios : manager général
- Frédéric Charrier : trois-quarts et attaque
- Julien Laïrle : avants et défense
- Jean-Baptiste Poux : mêlée
- Heini Adams : skills
- Nicolas Zenoni : skills

## Effectif
| Nom                 | Poste            | Naissance         | Nationalité sportive | Sélections | Dernier club          | Arrivée au club (année) |
| ------------------- | ---------------- | ----------------- | -------------------- | ---------- | --------------------- | ----------------------- |
| Enzo Baggiani       | Pilier           | 12 juin 2000      | France               | -          | Formé au club         | 2019                    |
| Vadim Cobîlaș       | Pilier           | 30 juillet 1983   | Moldavie             |            | Sale Sharks           | 2016                    |
| Laurent Delboulbès  | Pilier           | 17 novembre 1986  | France               | -          | RC Toulon             | 2018                    |
| Lekso Kaulashvili   | Pilier           | 27 août 1992      | Géorgie              | -          | Stade rochelais       | 2018                    |
| Thierry Païva       | Pilier           | 19 novembre 1995  | France               | -          | US Carcassonne        | 2017                    |
| Jefferson Poirot    | Pilier           | 1er novembre 1992 | France               |            | CA Brive              | 2012                    |
| Lasha Tabidze       | Pilier           | 4 juillet 1997    | Géorgie              |            | Formé au club         | 2017                    |
| Ben Tameifuna       | Pilier           | 30 novembre 1991  | Tonga                |            | Racing 92             | 2020                    |
| Joseph Dweba        | Talonneur        | 25 octobre 1995   | Afrique du Sud       | -20 ans    | Cheetahs              | 2020                    |
| Maxime Lamothe      | Talonneur        | 3 octobre 1998    | France               | - 20 ans   | Aviron bayonnais      | 2020                    |
| Clément Maynadier   | Talonneur        | 11 octobre 1988   | France               |            | SC Albi               | 2013                    |
| Clément Renaud      | Talonneur        | 3 janvier 2000    | France               | -          | Formé au club         | 2019                    |
| Cyril Cazeaux       | Deuxième ligne   | 10 février 1995   | France               | -          | US Dax                | 2015                    |
| Kane Douglas        | Deuxième ligne   | 1er juin 1989     | Australie            |            | Queensland Reds       | 2018                    |
| Alexandre Flanquart | Deuxième ligne   | 9 octobre 1989    | France               |            | Stade français        | 2019                    |
| Jandré Marais       | Deuxième ligne   | 14 juin 1989      | Afrique du Sud       | -          | Sharks                | 2013                    |
| Guido Petti         | Deuxième ligne   | 17 novembre 1994  | Argentine            |            | Jaguares              | 2020                    |
| Afa Amosa           | Troisième ligne  | 11 octobre 1990   | Samoa                |            | Stade rochelais       | 2018                    |
| Mahamadou Diaby     | Troisième ligne  | 15 août 1990      | France               | -          | FC Grenoble           | 2017                    |
| Beka Gorgadze       | Troisième ligne  | 8 février 1996    | Géorgie              |            | Stade montois         | 2018                    |
| Scott Higginbotham  | Troisième ligne  | 5 septembre 1986  | Australie            |            | Queensland Reds       | 2019                    |
| Ian Kitwanga        | Troisième ligne  | 21 février 1999   | République du Congo  | -          | Western Province      | 2019                    |
| Alexandre Roumat    | Troisième ligne  | 27 juin 1997      | France               | -          | Biarritz olympique    | 2017                    |
| Marco Tauleigne     | Troisième ligne  | 30 août 1993      | France               |            | CS Bourgoin-Jallieu   | 2013                    |
| Cameron Woki        | Troisième ligne  | 7 novembre 1998   | France               | -          | RC Massy              | 2017                    |
| Jules Gimbert       | Demi de mêlée    | 2 mars 1998       | France               | -          | Formé au Club         | 2017                    |
| Yann Lesgourgues    | Demi de mêlée    | 17 janvier 1991   | France               | -          | Biarritz Olympique    | 2014                    |
| Maxime Lucu         | Demi de mêlée    | 12 janvier 1993   | France               | -          | Biarritz olympique    | 2019                    |
| Ben Botica          | Demi d'ouverture | 7 octobre 1989    | Nouvelle-Zélande     | -          | Oyonnax rugby         | 2019                    |
| Matthieu Jalibert   | Demi d'ouverture | 6 novembre 1998   | France               |            | Formé au Club         | 2017                    |
| Jean-Baptiste Dubié | Centre           | 16 juillet 1989   | France               | -          | Stade montois         | 2015                    |
| Rémi Lamerat        | Centre           | 14 janvier 1990   | France               |            | ASM Clermont Auvergne | 2019                    |
| Yoram Moefana       | Centre           | 18 juillet 2000   | France               |            | Colomiers rugby       | 2019                    |
| Ulupano Seuteni     | Centre           | 9 décembre 1993   | Samoa                |            | Oyonnax rugby         | 2018                    |
| Pablo Uberti        | Centre           | 19 octobre 1997   | France               |            | FC Grenoble           | 2020                    |
| Santiago Cordero    | Ailier           | 6 décembre 1993   | Argentine            |            | Exeter Chiefs         | 2019                    |
| Bautista Delguy     | Ailier           | 22 avril 1997     | Argentine            |            | Jaguares              | 2020                    |
| Nathanaël Hulleu    | Ailier           | 16 mai 2000       | France               | -20 ans    | FC Grenoble           | 2020                    |
| Ben Lam             | Ailier           | 9 juin 1991       | Nouvelle-Zélande     | à 7        | Hurricanes            | 2020                    |
| Seta Tamanivalu     | Ailier           | 23 juillet 1992   | Nouvelle-Zélande     |            | Crusaders             | 2018                    |
| Romain Buros        | Arrière          | 31 juillet 1997   | France               | -          | Section paloise       | 2018                    |
| Geoffrey Cros       | Arrière          | 8 mars 1997       | France               | -          | Tarbes PR             | 2016                    |
| Nans Ducuing        | Arrière          | 6 novembre 1991   | France               |            | USA Perpignan         | 2015                    |
| Alexandre Borie     | Arrière          | 30 mars 2002      | France               | -          | Formé au club         | 2019                    |

## Calendrier et résultats

### Matchs de préparation
- Union Bordeaux Bègles - Biarritz Olympique :  48-12[3]
- ASM Clermont - Union Bordeaux Bègles :  13-27[3]

### Top 14
| - Union Bordeaux Bègles - Club athlétique Brive : 25-20 - Lyon OU - Union Bordeaux Bègles : 27-10 - Section paloise - Union Bordeaux Bègles : 29-24 - Stade rochelais - Union Bordeaux Bègles : 20-6 - Union Bordeaux Bègles - SU Agen : 71-5 - Union Bordeaux Bègles - Aviron bayonnais : 43-19 - Castres Olympique - Union Bordeaux Bègles : 29-30 - Stade français - Union Bordeaux Bègles : 26-16 - Montpellier HR - Union Bordeaux Bègles : 22-23 - Union Bordeaux Bègles - Racing 92 : 12-17 - Stade toulousain - Union Bordeaux Bègles : 45-23 - Union Bordeaux Bègles - RC Toulon : 31-18 - Union Bordeaux Bègles - ASM Clermont : 16-16 | - Club athlétique Brive- Union Bordeaux Bègles : 25-23 - Union Bordeaux Bègles - Lyon OU : 31-9 - Union Bordeaux Bègles - Section paloise : 29-23 - Union Bordeaux Bègles - Stade rochelais : 11-26 - SU Agen - Union Bordeaux Bègles : 3-49 - Aviron bayonnais - Union Bordeaux Bègles : 22-47 - Union Bordeaux Bègles - Castres Olympique : 20-16 - Union Bordeaux Bègles - Stade français : 44-6 - Union Bordeaux Bègles - Montpellier HR : 57-9 - Racing 92 - Union Bordeaux Bègles : 32-33 - Union Bordeaux Bègles - Stade toulousain : 10-21 - RC Toulon - Union Bordeaux-Bègles : 25-19 - ASM Clermont - Union Bordeaux Bègles : 36-37 |

#### Phase qualificative: évolution du classement
Pour des raisons techniques, il est temporairement impossible d'afficher le graphique qui aurait dû être présenté ici.

#### Barrages
Les matchs de barrage ont lieu le weekend du 12 juin 2021 dans les stades des équipes qualifiées les mieux classées.
| Barrage Samedi 12 juin 2021 21 h | Union Bordeaux Bègles | 25-16 (13-7) | ASM Clermont                                                                              | Stade Chaban-Delmas, Bordeaux Arbitre : Pascal Gaüzère |
| Barrage Samedi 12 juin 2021 21 h | Essai(s) : 1 Maynadier (37e Transformation(s) : 1 Jalibert (37e) Pénalité(s) : 6 Jalibert (24e, 35e, 50e, 59e, 66e, 77e) |              | Essai(s) : 1 Penaud (7e) Transformation(s) : 1 Parra (7e) Pénalité(s) : 3 (44e, 54e, 63e) | Stade Chaban-Delmas, Bordeaux Arbitre : Pascal Gaüzère |
| Barrage Samedi 12 juin 2021 21 h | |              |                                                                                           | Stade Chaban-Delmas, Bordeaux Arbitre : Pascal Gaüzère |

#### Demi-finale
| Demi-finale Samedi 19 juin 2021 21 h | Stade Toulousain | 24-21 (14-7) | Union Bordeaux Bègles | Stade Pierre Mauroy, Lille Arbitre : Tual Trainini |
| Demi-finale Samedi 19 juin 2021 21 h | Essai(s) : 2 Ntamack (5e), Ramos (67e) Transformation(s) : 1 Ramos (68e) Pénalité(s) : 4 Ramos (11e, 18e, 35e, 59e) |              | Essai(s) : 2 Lam (12e, 54e) Transformation(s) : 1 Jalibert (13e) Pénalité(s) : 3 Jalibert (44e, 61e, 77e) Carton(s) rouge(s) : Seuteni (58e) | Stade Pierre Mauroy, Lille Arbitre : Tual Trainini |
| Demi-finale Samedi 19 juin 2021 21 h | |              | | Stade Pierre Mauroy, Lille Arbitre : Tual Trainini |

### Coupe d'Europe

#### Matchs reportés de lasaison 2019-2020
- Phase qualificative :  Union Bordeaux Bègles -  Edimbourg :  23-14
- Demi-finale :  Bristol Bears -  Union Bordeaux Bègles :  37 -20

#### Saison 2020-2021
Dans la coupe d'Europe, l'Union Bordeaux-Bègles fait partie de la poule A et est opposée aux Anglais des Northampton Saints et aux Gallois des Dragons.
| - Northampton Saints - Union Bordeaux Bègles : 12-16 - Union Bordeaux Bègles - Dragons : 47-8 | - Dragons - Union Bordeaux Bègles : reporté - Union Bordeaux Bègles - Northampton Saints : reporté |

Avec 2 victoires, l'Union Bordeaux Bègles termine 3e de la poule A et est qualifié pour les huitièmes de finale.
Phases finales
- Huitième de finale :  Union Bordeaux Bègles -  Bristol Bears :  36-17
- Quart de finale :  Union Bordeaux Bègles -  Racing 92 :  24-21
- Demi-finale :  Stade toulousain -  Union Bordeaux Bègles :  21 -9

## Statistiques

### Championnat de France
Meilleurs réalisateurs
| Rang | Joueur            | Poste            | Points | Essais | Transf. | Pén. | Drops |
| ---- | ----------------- | ---------------- | ------ | ------ | ------- | ---- | ----- |
| 1    | Matthieu Jalibert | Demi d'ouverture | 232    | -      | -       | -    | -     |
| 2    | Benjamin Botica   | Demi d'ouverture | 107    | -      | -       | -    | -     |
| 3    | Maxime Lucu       | Demi de mêlée    | 58     | -      | -       | -    | -     |

Meilleurs marqueurs d'essais
| Rang | Joueur             | Poste           | Essais |
| ---- | ------------------ | --------------- | ------ |
| 1    | Yoram Moefana      | Centre          | 7      |
| 1    | Cameron Woki       | Troisième ligne | 7      |
| 3    | Scott Higginbotham | Troisième ligne | 6      |
| 3    | Ben Lam            | Ailier          | 6      |
| 3    | Maxime Lamothe     | Demi de mêlée   | 6      |

### Coupe d'Europe
Meilleurs réalisateurs
| Rang | Joueur            | Poste            | Points | Essais | Transf. | Pén. | Drops |
| ---- | ----------------- | ---------------- | ------ | ------ | ------- | ---- | ----- |
| 1    | Matthieu Jalibert | Demi d'ouverture | 63     | 2      | -       | -    | -     |
| 2    | Santiago Cordero  | Ailier           | 20     | 4      | -       | -    | -     |
| 3    | Ben Botica        | Demi d'ouverture | 11     | 0      | -       | -    | -     |

Meilleurs marqueurs
| Rang | Joueur            | Poste            | Essais |
| ---- | ----------------- | ---------------- | ------ |
| 1    | Santiago Cordero  | Ailier           | 4      |
| 2    | Matthieu Jalibert | Demi d'ouverture | 2      |